# Operație termodinamică
O operație termodinamică este o manipulare impusă extern care afectează un sistem termodinamic. Modificarea poate fi fie în legătura cu peretele unui sistem termodinamic și împrejurimile acestuia, fie cu valoarea unei variabile din împrejurimi care este în contact cu un perete al sistemului care permite transferul cantității descrise de acea variabilă. În termodinamică se presupune că operația se desfășoară fără a cunoaște informații microscopice pertinente.
O operațiune termodinamică necesită o acțiune a unui factor exterior independent, care nu provine din proprietățile pasive ale sistemelor. Poate că prima distincție dintre o operație termodinamică și un proces termodinamic provine din afirmația lui Kelvin despre principiul al doilea al termodinamicii: „Este imposibil, prin intermediul factorului material neînsuflețit, să se obțină un efect mecanic din orice parte a materie prin răcirea ei sub temperatura obiectelor din jur”. O succesiune de evenimente care au avut loc altfel decât „prin intermediul unui factor material neînsuflețit” ar presupune o acțiune a unui factor viu, sau cel puțin a unui factor extern independent. Un astfel de factor ar putea impune niște operații termodinamice. De exemplu, aceste operațiuni ar putea crea o pompă de căldură, care desigur ar respecta al doilea principiu. Demonul lui Maxwell determină o operație termodinamică extrem de idealizată și natural irealizabilă.
Un alt termen folosit de obicei, care indică o operație termodinamică este „schimbarea constrângerii”, de exemplu referindu-se la îndepărtarea unui perete între două compartimente altfel izolate.
O expresie în limbaj obișnuit pentru o operație termodinamică este folosită de Edward A. Guggenheim: „manipularea” corpurilor.

## Deosebirea între operația termodinamică și procesul termodinamic
O operațiune termodinamică tipică este o modificare a poziției impusă din exterior a unui piston, astfel încât să se modifice volumul sistemului. O altă operație termodinamică este îndepărtarea unui perete de separare inițial, o manipulare care unește două sisteme într-un singur sistem nedivizat. Un proces termodinamic tipic constă într-o redistribuire care împrăștie o cantitate conservată între un sistem și împrejurimile acestuia printr-un perete anterior impermeabil, dar acum semipermeabil.
Mai general, un proces poate fi considerat ca un transfer al unei cantități care este definită printr-o modificare a unei variabile de stare  extensivă a sistemului, corespunzătoare unei cantități conservate, astfel încât să poată fi scrisă o ecuație de echilibru de transfer. După Uffink, „... procesele termodinamice au loc numai după o intervenție din exterior asupra sistemului (cum ar fi: îndepărtarea unui perete despărțitor, stabilirea contactului termic cu o baie de căldură, împingerea unui piston etc.). Ele nu corespund cu comportamentul autonom al unui sistem liber”. De exemplu, pentru un sistem închis o schimbare a energiei interne (o variabilă de stare extensivă a sistemului) poate fi ocazionată prin transferul de energie sub formă de căldură. În termodinamică, căldura nu este o variabilă de stare extensivă a sistemului. Totuși, cantitatea de căldură transferată este definită de cantitatea de lucru mecanic adiabatic care ar produce aceeași modificare a energiei interne ca și transferul de căldură; energia transferată sub formă de căldură este cantitatea conservată.
Istoric, deosebirea între o operație termodinamică și un proces termodinamic nu se găsește în acești termeni în relatările din secolul al XIX-lea. De exemplu, Kelvin a vorbit despre o „operație termodinamică” când se referea la ceea ce terminologia actuală numește o operație termodinamică urmată de un proces termodinamic. La fel, Planck a vorbit de obicei despre un „proces” atunci când terminologia noastră actuală ar vorbi despre o operație termodinamică urmată de un proces termodinamic.

### „Procesele naturale” ale lui Planck contrastau cu acțiunile demonului lui Maxwell
Planck a susținut că toate „procesele naturale” (adică, în terminologia actuală, o operație termodinamică urmată de un proces termodinamic) sunt ireversibile și au loc în sensul creșterii sumei entropiei. În acești termeni, prin operații termodinamice, dacă el ar putea exista, demonul lui Maxwell ar produce fenomene nenaturale, inclusiv care se îndepărtează de echilibrul termodinamic. Ele sunt până la un punct imaginabile din punct de vedere fizic, dar nu sunt procese naturale în sensul lui Planck. Motivul este că operațiunile termodinamice obișnuite sunt efectuate fără a cunoaște informații microscopice, care sunt esențiale pentru acțiunile demonului lui Maxwell.

## Exemple de operații termodinamice

### Ciclu termodinamic
Un ciclu termodinamic este construit ca o succesiune de etape. Fiecare etapă constă dintr-o operație termodinamică urmată de un proces termodinamic. De exemplu, o operație termodinamică inițială a unui ciclu al unui motor termic Carnot⁠(d) ar putea fi aducerea agentului de lucru la o temperatură ridicată cunoscută, în contact cu o sursă la aceeași temperatură (sursa caldă), printr-un perete permeabil doar la căldură, în timp ce acesta rămâne în contact mecanic cu mediul asupra căruia efectuează lucrul mecanic. Această operație termodinamică este urmată de un proces termodinamic, în care destinderea agentului de lucru este atât de lentă încât să fie efectiv reversibilă, în timp ce energia internă este transferată sub formă de căldură de la sursa caldă spre agentul de lucru și ca lucrul mecanic produs de agentul de lucru este transferat mediului înconjurător. Teoretic, procesul se termină în cele din urmă, iar aceasta încheie etapa. Motorul este apoi supus unei alte operații termodinamice, iar ciclul trece într-o altă etapă. Ciclul se încheie când variabilele termodinamice (starea termodinamică) ale agentului de lucru revin la valorile lor inițiale.

### Operații termodinamice virtuale
O mașină frigorifică cu absorbție trece un agent de lucru prin etape succesive, realizând un ciclu. Acest lucru poate fi realizat nu prin mutarea sau schimbarea pereților de separare în jurul unui corp nemișcat de agent de lucru, ci mai degrabă prin mutarea unui corp de agent de lucru pentru a provoca expunerea la o succesiune ciclică de pereți nemișcați neschimbați. Efectul este practic un ciclu de operații termodinamice. Energia cinetică a mișcării globale a agentului de lucru nu este o caracteristică semnificativă a dispozitivului, iar agentul de lucru poate fi considerat practic ca fiind aproape în repaus.

### Compoziția sistemelor
În multe cazuri, în termodinamică este convenabil să se considere combinarea a două sisteme într-unul singur. Se consideră că cele două sisteme, separate de împrejurimile lor, sunt juxtapuse și (prin schimbarea punctului de vedere) considerate ca constituind un sistem nou, compus. Sistemul compus este imaginat în contact cu noul său mediu general. Aceasta creează posibilitatea de interacțiune între cele două subsisteme și între sistemul compus și mediul înconjurător, de exemplu, permițând contactul printr-un perete cu un anumit tip de permeabilitate. Acest dispozitiv ipotetic a fost introdus în termodinamică prin lucrarea lui Carathéodory și de atunci a fost utilizat pe scară largă.

### Aditivitatea variabilelor extensive
Dacă operația termodinamică este îndepărtarea completă a pereților, atunci variabilele de stare extensive ale sistemului compus sunt sumele variabilelor respective ale sistemelor componente. Aceasta se numește aditivitatea variabilelor extensive.

### Scalarea sistemului
Un sistem termodinamic format dintr-o singură fază, în absența forțelor externe, în stare de echilibru termodinamic intern, este omogen. Aceasta înseamnă că materia din orice zonă a sistemului poate fi interschimbată cu materia oricărei zone congruente a sistemului, iar efectul este de a lăsa sistemul neschimbat termodinamic. Operația termodinamică de scalare  este crearea unui nou sistem omogen a cărui dimensiune este un multiplu al mărimii vechi și ale cărui variabile intensive au aceleași valori. Tradițional, dimensiunea este stabilită de masa sistemului, dar uneori este stabilită de entropie sau de volum. Pentru un astfel de sistem dat, Φ, scalat cu numărul real λ pentru a produce unul nou λΦ, o  funcție de stare, X(.), astfel încât X(λΦ) = λ X(Φ), se spune că este extensivă. O astfel de funcție ca X se numește funcție omogenă⁠(d) de gradul 1. Există două concepte diferite menționate aici, care au același nume: (a) conceptul matematic de grad 1 la omogenitatea funcției de scalare; și (b) conceptul fizic al omogenității spațiale a sistemului. Se întâmplă ca cele două să fie aceleași aici, dar asta nu pentru că sunt tautologii. Este un fapt contingent al termodinamicii.

### Divizarea și recompunerea sistemelor
Dacă două sisteme, Sa și Sb, au variabile intensive identice, o operație termodinamică de îndepărtare a pereților le poate contopi într-un singur sistem, S, cu aceleași variabile intensive. Dacă, de exemplu, energiile lor interne sunt în raportul λ:(1−λ), atunci sistemul compus, S, are energia internă în raportul dintre 1:λ și cea a sistemului Sa. Evident, prin operația termodinamică inversă, sistemul S poate fi divizat în două subsisteme. Ca de obicei, aceste operații termodinamice sunt efectuate fără cunoașterea stărilor microscopice ale sistemelor. Mai exact, este caracteristic termodinamicii macroscopice să existe o probabilitate nulă ca operația de divizare are loc într-un moment în care sistemul S se află în genul de stare microscopică tranzitorie extremă prevăzută de teorema recurenței a lui Poincaré⁠(d). O astfel de divizare și recompunere este în acord cu aditivitatea definită mai sus a variabilelor extensive.

## Afirmații în principiile termodinamicii
Operațiile termodinamice apar în enunțurile principiilor termodinamicii. La principiul zero, se iau în considerare operațiile de conectare și deconectare termică a sistemelor. La principiul al doilea, unele afirmații au în vedere o operațiune de conectare a două sisteme inițial neconectate. La principiul al treilea, o afirmație este că nicio succesiune finită de operații termodinamice nu poate aduce un sistem la temperatura de zero absolut.